# 정찬호
정찬호(1998년 6월 26일 ~ )는 대한민국의 배우다. 2019년 뮤지컬 '신흥무관학교'로 데뷔했다.

## 방송
- 신병 (2022)
- 더 딴따라 (2024) - Top15

## 공연
- 신흥무관학교 (2019)
- 전설의 리틀 농구단 (2022)
- 신이 나를 만들 때 (2023)
- 보이 A (2023)
- 드라이 플라워 (2023)